# Steve Largent
Stephen Michael „Steve“ Largent (* 28. September 1954 in Tulsa, Oklahoma) ist ein ehemaliger US-amerikanischer American-Football-Spieler auf der Position des Wide Receivers. Er spielte für die Seattle Seahawks in der National Football League (NFL). Nach seiner Sportkarriere vertrat er acht Jahre lang die Republikaner Oklahomas im Repräsentantenhaus der Vereinigten Staaten.

## NFL
Steve Largent wurde 1976 von den Houston Oilers in der 4. Runde des NFL Drafts als 117. Spieler ausgewählt. Nach den vier Spielen in der Preseason wurde er vom neugegründeten Team aus Seattle für einen Achtrundenpick im Draft 1977 verpflichtet – die Oilers wollten ihn entlassen. Largent begann die Saison als Backup hinter den Startern Steve Raible und Don Clune. Dennoch kam er im ersten Regular-Season-Spiel der Franchisegeschichte auf fünf gefangene Pässe für 86 Yards. Bereits am zweiten Spieltag wurde er zum Starter. Zu Saisonende konnte er das Team mit 54 gefangenen Pässen für 705 Yards anführen. In seiner zweiten Saison fing Largent zehn Touchdowns und 1978 brach er mit 1.168 gefangenen Yards erstmals die 1.000-Yard-Marke. Er wurde dafür zum ersten Spieler der Seahawks, der in den Pro Bowl berufen wurde. Diese Marke brach er in seiner Karriere noch sieben weitere Male. Mit 71 Pässen führte er zudem die American Football Conference (AFC) an. 1985 konnte er mit 79 gefangenen Pässen und ligaführenden 1.287 Yards seine persönlichen Bestleistungen erzielen. 1988 sorgte er für einen Höhepunkt in der Rivalität der Seahawks mit den Denver Broncos. Im ersten Spiel gegeneinander tackelte der Broncos-Safety Mike Harden Largent so hart, dass dieser das Bewusstsein verlor, sich eine Gehirnerschütterung zuzog und zwei Zähne abbrach. Beim zweiten Aufeinandertreffen fing Harden dann eine Interception, wurde beim anschließenden Return von Largent jedoch so hart getacklet, dass Harden den Ball fumblete. Dieser Fumble wurde von Largent erobert. Largent bezeichnete in der Dokumentation Steve Largent: A Football Life diesen Tackle als den besten Moment seiner Karriere. Vor Beginn der Saison 1989 gab er bekannt, zu Saisonende zurückzutreten. Mit bereits 97 erzielten Touchdowns begann er die Saison. Im Saisoneröffnungsspiel konnte er seinen ersten Touchdown der Saison fangen. Aufgrund einer Verletzung verpasste er sechs Spiele, weshalb er erst am 12. Spieltag seinen 99. Touchdown erzielte und damit den Rekord von Don Hutson aus dem Jahr 1945 einstellte. Am 10. Dezember 1989 fing er im Spiel gegen die Cincinnati Bengals seinen 100. Touchdown und wurde so zum ersten NFL-Spieler, der diese Marke erreichte. Es war sein letzter Touchdown.
Von 1976 bis 1989 startete Largent in 197 Spielen, und konnte in den ersten 13 Jahren seiner Laufbahn lediglich vier Mal verletzungsbedingt nicht spielen. 1979 verpasste er das Spiel gegen Oakland aufgrund eines gebrochenen Handgelenks, 1982 das Spiel gegen Houston und 1983 das Spiel gegen die Los Angeles Raiders aufgrund einer Knieverletzung, sowie 1988 ein Spiel gegen New England aufgrund eines gebrochenen Daumens und einer Fußverletzung. Kennzeichnend für Largent war seine unterdurchschnittliche Schnelligkeit, und seine überragenden Fähigkeiten frei zu werden und Pässe zu fangen.
Zum Zeitpunkt seines Karriereendes hielt Largent mehrere NFL-Rekorde:
Die meisten gefangenen Pässe (819), die meisten aufeinanderfolgenden Spiele mit einem Passfang (177), die meisten erfangenen Yards (13.089), die meisten gefangenen Touchdowns (100), die meisten Spielzeiten mit 50 oder mehr gefangenen Pässen (10) und die meisten Spielzeiten mit über 1.000 erfangenen Yards pro Saison (8). Darüber hinaus wurde er sieben Mal in den Pro Bowl und drei Mal zum All-Pro gewählt.
1995 wurde Steve Largent in die Pro Football Hall of Fame gewählt und er ist Mitglied im National Football League 1980s All-Decade Team. 1988 erhielt er als erster Seahawk den Walter Payton Man of the Year Award. Im Jahr 1994 wurde er in die Oklahoma Sports Hall of Fame und im Jahr 1999 in die State of Washington Sports Hall of Fame aufgenommen. 1989 erhielt er den nach ihm benannten Steve Largent Award. Largents Rückennummer 80 wird bei den Seattle Seahawks seit 1995 nicht mehr vergeben. Einzige Ausnahme war 2004, als Jerry Rice mit der Erlaubnis von Largent in elf Spielen für die Seahawks mit der Nummer 80 auflief. 2019 wurde er zum 100-jährigen Jubiläum der NFL ins NFL 100 All-Time Team gewählt.

## Politik
Nach seiner aktiven Laufbahn wurde Largent für den 1. Kongresswahlbezirk von Oklahoma als Abgeordneter in das Repräsentantenhaus der Vereinigten Staaten gewählt, dem er als Republikaner zwischen dem 29. November 1994 und dem 15. Februar 2002 angehörte. Danach gab der Ex-Profi Sportunterricht an der Putnam City Highschool in Oklahoma City. 2002 bewarb er sich ohne Erfolg für das Amt des Gouverneurs von Oklahoma.

## Privates
Steve Largent hat vier Kinder und lebt heute mit Ehefrau Terry in seiner Geburtsstadt Tulsa.

## Belege
1. 1 2 3 4  Steve Largent tops our list of the 40 greatest Seattle Seahawks players. Abgerufen am 29. Mai 2019 (englisch).
2. 1 2 3  On This Date in Sports December 10, 1989: Steve Largent 100. Abgerufen am 29. Mai 2019 (englisch).
3. ↑  Brian Lester: Seattle Seahawks (Inside the NFL). All Sports, Indianapolis 2010, ISBN 978-1617140280. Seite 17
4. 1 2  Brian Lester: Seattle Seahawks (Inside the NFL). All Sports, Indianapolis 2010, ISBN 978-1617140280. Seite 15
5. 1 2 3  Don Smith: STEVE LARGENT. In: THE COFFIN CORNER. Band 17, Nr. 4, 1995.
6. ↑  Matt Crossman: Broncos-Seahawks rivalry recalled in hard-hitting AFC West days. CBS Sports, 26. Januar 2014, abgerufen am 23. März 2016 (englisch).
7. ↑  Bob Condotta: Seahawks-Broncos rivalry goes back to old AFC West days. The Seattle Times, 26. Januar 2014, abgerufen am 23. März 2016 (englisch).
Adam Rank: Pick Six: Best Broncos vs. Seahawks games. In: nfl.com. 29. Januar 2014, abgerufen am 23. März 2016.
8. ↑  Steve Largent: A Football Life. Abgerufen am 29. Mai 2019 (englisch).
9. ↑  Holmgren wins Largent Award. In: seattlepi.com. 19. Dezember 2008, abgerufen am 9. Oktober 2015.
10. ↑  On This Date: Steve Largent Inducted Into Pro Football Hall of Fame. Abgerufen am 29. Mai 2019 (englisch).
11. ↑  Largent shares details of decision to let Rice wear No. 80. Abgerufen am 29. Mai 2019 (englisch).
12. ↑  NFL's All-Time Team: Jerry Rice headlines wide receivers. In: nfl.com. NFL.com, abgerufen am 21. Dezember 2019 (englisch).
13. ↑  Henry Upsets Steve Largent in Governor’s Race. In: USA Today, 11. Mai 2002.

| Personendaten    | Personendaten                                             |
| ---------------- | --------------------------------------------------------- |
| NAME             | Largent, Steve                                            |
| ALTERNATIVNAMEN  | Largent, Stephen Michael (vollständiger Name)             |
| KURZBESCHREIBUNG | US-amerikanischer American-Football-Spieler und Politiker |
| GEBURTSDATUM     | 28. September 1954                                        |
| GEBURTSORT       | Tulsa, Oklahoma, Vereinigte Staaten                       |